# Anton Arnold von Linck
Anton Arnold Linck, ab 1813 Ritter von Linck, (* 21. Mai 1799 in Mannheim; † 10. April 1858 auf Schloss Guttenburg bei Mühldorf am Inn) war ein deutscher Gutsbesitzer, Ministerialbeamter und Staatsrechtler. Er war Professor an den Universitäten in Würzburg, Erlangen und München. 1841/42 war er Rektor der Universität Würzburg.

## Leben
Link wurde 1799 als Sohn von Franz Arnold Linck, Generalkommissar und Regierungspräsident des Oberdonaukreises, in Mannheim geboren. Ab dem Wintersemester 1817/18 studierte er Rechts- und Kameralwissenschaften an der Universität Heidelberg, später wurde er zum Dr. jur. utr. promoviert.
Er war zunächst als Sekretär im Bayerischen Staatsministerium des Äußern in München tätig. 1832/33 wurde er als Nachfolger des Staatsrechtlers Wilhelm Joseph Behr ordinierter Professor für Staats- und Kriminalrecht an der Universität Würzburg – ihm folgte der Rechtshistoriker und Kanonist Ernst Freiherr von Moy de Sons – und von 1833 bis 1837 für Deutsches Bundesrecht und Staatsrecht an der Universität München. 1834 kam er als Ministerialreferent aus der Klasse der Professoren zum Bayerischen Staatsministerium des Inneren; noch im selben Jahr wurde er Hofrat (nach der Würzburger Fakultätsgeschichtsschreibung trug er den Titel Geheimer Hofrat). 1837 wurde er ordentlicher Professor für Staats- und Völkerrecht an der Universität Erlangen und 1839 erneut, diesmal als Nachfolger von Johann Joseph von Kiliani, an der Universität Würzburg, wo er neben dem Staatsrecht auch für Völkerrecht und Staatsverwaltungsrecht zuständig war. 1841/42 war er noch Rektor der Würzburger Universität. Aus gesundheitlichen Gründen war er 1842/43 beurlaubt, 1843 wurde er auf Antrag entlassen; sein Lehrstuhlnachfolger wurde Hermann Müller.
Von 1849 bis 1855 gehörte er für den Stimmkreis Haag in Oberbayern der Kammer der Abgeordneten an. Er war Mitglied des Ausschusses für die Behandlung der deutschen Frage, des Ausschusses zur Prüfung und Berichterstattung über den von dem Herrn Abg. Fürsten v. Oettingen-Wallerstein im Betreffe der hessischen Frage gestellten Antrag, des IV. Ausschusses für die Untersuchung der Beschwerden wegen Verletzung der Staatsverfassung und des verstärkten I. Ausschusses für die Gegenstände der Gesetzgebung.
Linck war katholisch getauft und mit Maria Magdalena von Linck (1819 – 1898) verheiratet. Er war Gutsbesitzer von Schloss Guttenburg bei Mühldorf am Inn, wo er verstarb. Er hatte mindestens drei Kinder (Arnold, 1841 – 1895, ledig), Maria Magdalena (1845 – 1907, ledig) und Karl Friedrich (1851 – 1911, verheiratet), die in der Familiengruft in Frauendorf bei Guttenburg bestattet wurden.

## Auszeichnungen
- 1813: Verdienstorden der Bayerischen Krone, Ritter (Bayerischer Personaladel[1])

## Schriften (Auswahl)
- Ueber das Naturrecht unserer Zeit als Grundlage der Strafrechtstheorien, 1829.
- Das deutsche Bundesreich, 1848.